# Stupeflip
Stupeflip (franz.: [sty.pɛ.flip]) ist eine französische Hip-Hop-, Punkrock-, Synthiepop-Band.

## Geschichte
Stupeflip wurde im Jahr 2000 von Julien Barthélémy, Stéphane Bellenger und Jean-Paul Michel gegründet. Bekannt wurde die Band mit ihrer Single Je fume pu d'shit im Jahr 2003 beim Label Vorston & Limantell. Nachdem sie ihre ersten beiden Alben beim BMG-Sublabel Jive Records veröffentlicht hatten, entschied das Label 2006, ihren Vertrag nach den schlechten Verkäufen von Stup Religion zu kündigen. Die Band gründete daraufhin ihr eigenes Label Etic System und veröffentlichte 2011 The Hypnoflip Invasion und 2017 Stup Virus.

## Diskografie

### Alben
| Jahr | Titel                                  | Höchstplatzierung, Gesamtwochen, AuszeichnungChartplatzierungen (Jahr, Titel, Platzierungen, Wochen, Auszeichnungen, Anmerkungen) | Höchstplatzierung, Gesamtwochen, AuszeichnungChartplatzierungen (Jahr, Titel, Platzierungen, Wochen, Auszeichnungen, Anmerkungen) | Höchstplatzierung, Gesamtwochen, AuszeichnungChartplatzierungen (Jahr, Titel, Platzierungen, Wochen, Auszeichnungen, Anmerkungen) | Anmerkungen                             |
| Jahr | Titel                                  | FR | CH | BEW | Anmerkungen                             |
| ---- | -------------------------------------- | --- | --- | --- | --------------------------------------- |
| 2003 | Stupeflip                              | FR40 (9 Wo.)FR | — | — |                                         |
| 2005 | Stup religion                          | FR42 (4 Wo.)FR | — | — |                                         |
| 2011 | The Hypnoflip Invasion                 | FR42 Gold · (10 Wo.)FR | — | — | Erstveröffentlichung: 28. Februar 2011  |
| 2017 | Stup virus                             | FR6 Gold · (13 Wo.)FR | CH23 (3 Wo.)CH | BEW35 (13 Wo.)BEW | Erstveröffentlichung: 24. Juli 2017     |
| 2022 | Stup Forever                           | FR5 (15 Wo.)FR | CH16 (2 Wo.)CH | BEW8 (7 Wo.)BEW | Erstveröffentlichung: 26. August 2022   |
| 2024 | Sons2Ouf!! (Inédits et remixs 94-2024) | FR29 (… Wo.)FR | — | — | Erstveröffentlichung: 22. November 2022 |

### EPs
| Jahr | Titel     | Höchstplatzierung, Gesamtwochen, AuszeichnungChartsChartplatzierungen (Jahr, Titel, Platzierungen, Wochen, Auszeichnungen, Anmerkungen) | Anmerkungen |
| Jahr | Titel     | FR | Anmerkungen |
| ---- | --------- | --- | ----------- |
| 2012 | Terrora!! | FR42 (3 Wo.)FR |             |

Weitere EPs
- 2002: Stupeflip
- 2002: Je fume pu d’shit
- 2011: The Terror Maxi (Vinyl Picture Collection)

### Singles
| Jahr | Titel Album                              | Höchstplatzierung, Gesamtwochen, AuszeichnungChartsChartplatzierungen (Jahr, Titel, Album, Platzierungen, Wochen, Auszeichnungen, Anmerkungen) | Anmerkungen |
| Jahr | Titel Album                              | FR | Anmerkungen |
| ---- | ---------------------------------------- | --- | ----------- |
| 2002 | Je fume pu d’shit Stupeflip              | FR95 (1 Wo.)FR |             |
| 2013 | Stupeflip vite!!! The Hypnoflip Invasion | FR135 Gold · (1 Wo.)FR |             |
| 2017 | The Antidote Stup virus                  | FR104 Platin · (4 Wo.)FR |             |
| 2022 | Tellement bon Stup Forever               | FR180 (1 Wo.)FR |             |